# Divine (film)
Divine is een Franse dramafilm uit 1935 onder regie van Max Ophüls.

## Verhaal
Een Frans boerenmeisje trekt naar Parijs. Ze komt terecht in een variététheater. Daar verliest ze al haar illusies.

## Rolverdeling
| Acteur             | Personage        |
| ------------------ | ---------------- |
| Simone Berriau     | Divine           |
| Gina Manès         | Dora             |
| Catherine Fonteney | Mevrouw Jarisse  |
| Thérèse Dorny      | Le Poison        |
| Georges Rigaud     | Le Lait          |
| Philippe Hériat    | Lutuf-Allah      |
| André Gabriello    | Coirol           |
| Paul Azaïs         | Victor           |
| Jeanne Véniat      | Mevrouw Martelli |
| Nane Germon        | Zaza             |
| Yvette Lebon       | Roberte          |
| Marcel Vallée      | Directeur        |
| Jeanne Fusier-Gir  | Mevrouw Nicou    |